# Como (Antigua Grecia)

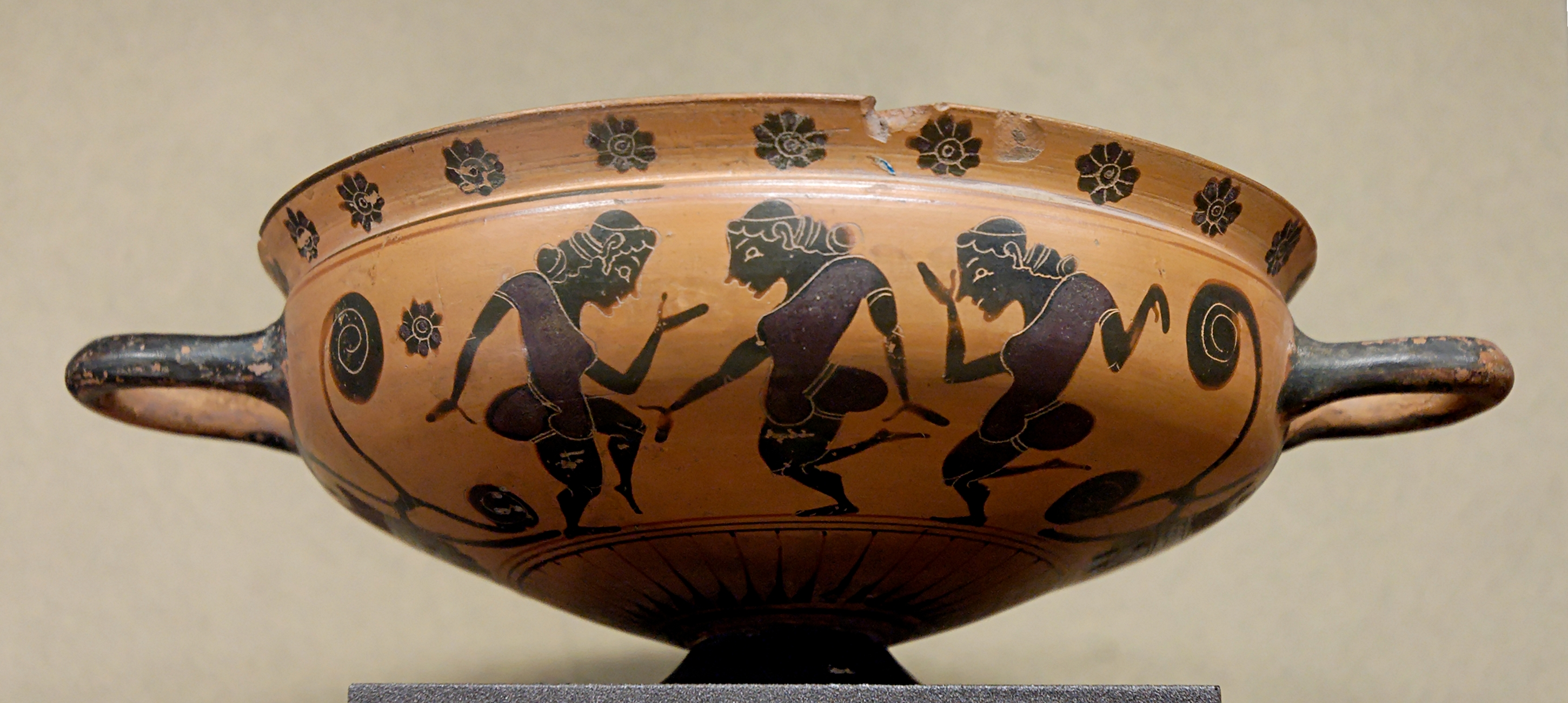
Como, escena de orgía en kílix ático de figuras negras, en el estilo denominado Copa de los comastas, 575 a. C., Museo del Louvre (Inv. E 742).

Un como o komo  (en griego antiguo κῶμος, kỗmos) era una procesión ritual festiva en la Antigua Grecia. Se puede definir como un grupo de hombres en movimiento comunitario. Las prácticas precisas que este término bien atestiguado en la literatura griega comprende son confusas.
En la literatura, la arqueología y la iconografía, el como designa generalmente un cortejo bullicioso y festivo de bebedores acompañados de músicos, característico en la representación de los simposios (banquetes) y fiestas dionisiacas. Esta procesión podría tener sus orígenes en una fiesta de la naturaleza dedicada a Dioniso y su comitiva durante las cosechas. Figura regularmente en la cerámica ática desde el siglo VI a. C., y parece perder progresivamente su valor ritual para convertirse en una diversión privada.

## El como, expresión de sociabilidad
Se trataba de una expresión de sociabilidad no confinada únicamente en la esfera de las prácticas religiosas públicas, como por ejemplo las Dionisias, las Faloforias y otras celebraciones unidas al importante culto de Dioniso; sino que a veces se presentaba como una forma de ritual privado, que participaba en festividades como las celebraciones nupciales, y estaba estrechamente unido a importantes prácticas sociales como los banquetes. En este dominio, el como daba rienda suelta al deseo de frenesí y de jolgorio que seguían a las prácticas convivales; constituía un importante componente de la vida social de la Antigua Grecia.
Los participantes del como eran llamados comastas y las manifestaciones de embriaguez eran denominadas comásticas, u orgiásticas.

## Fuentes

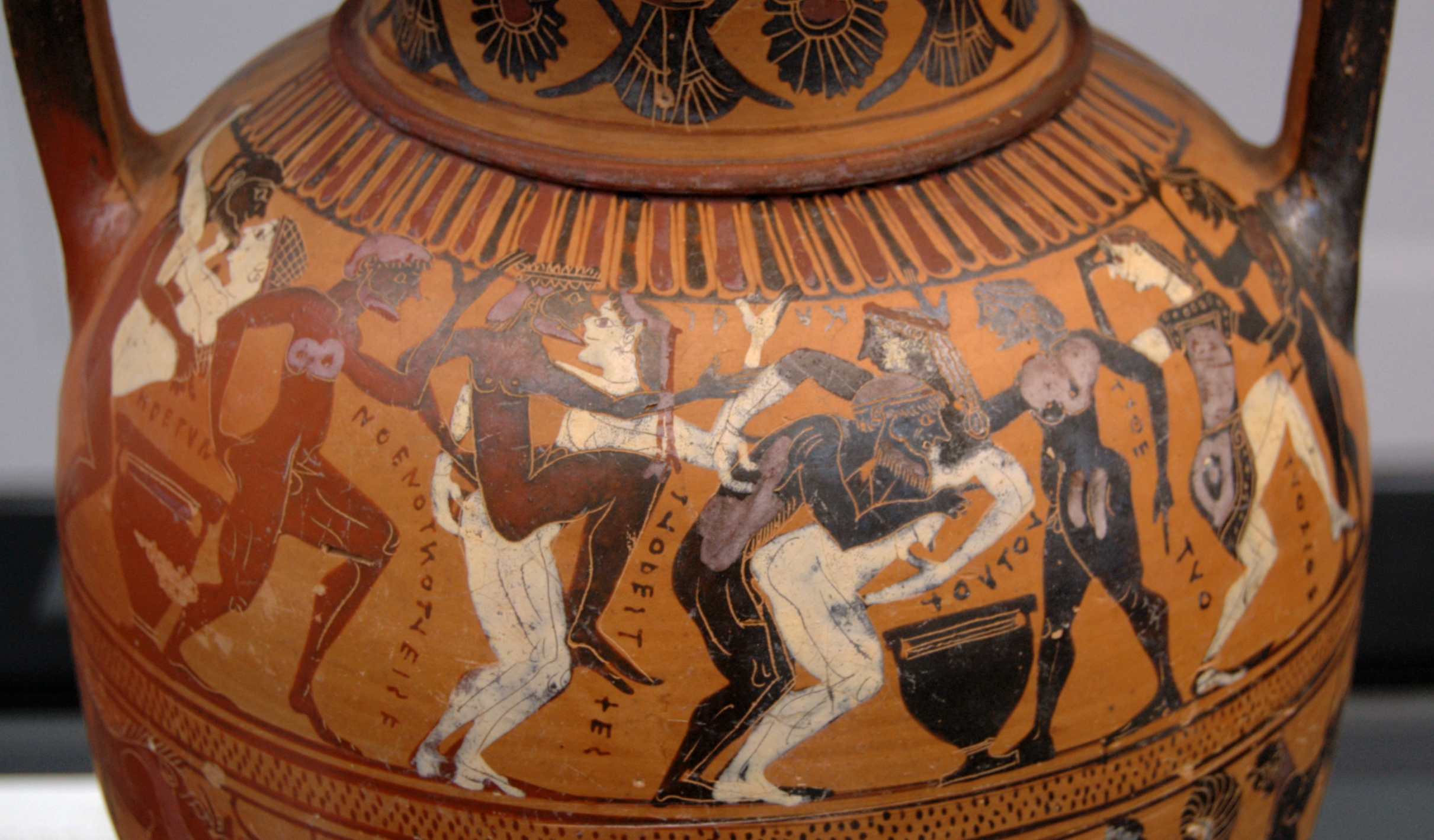
Escena de como: comastas y heteras en posturas explícitas y acrobáticas, y dos cráteras en el suelo. Ánfora ática de figuras negras con cuello de figuras negras, c. 560 a. C. Proveniencia: Vulci.

### Fuentes iconográficas

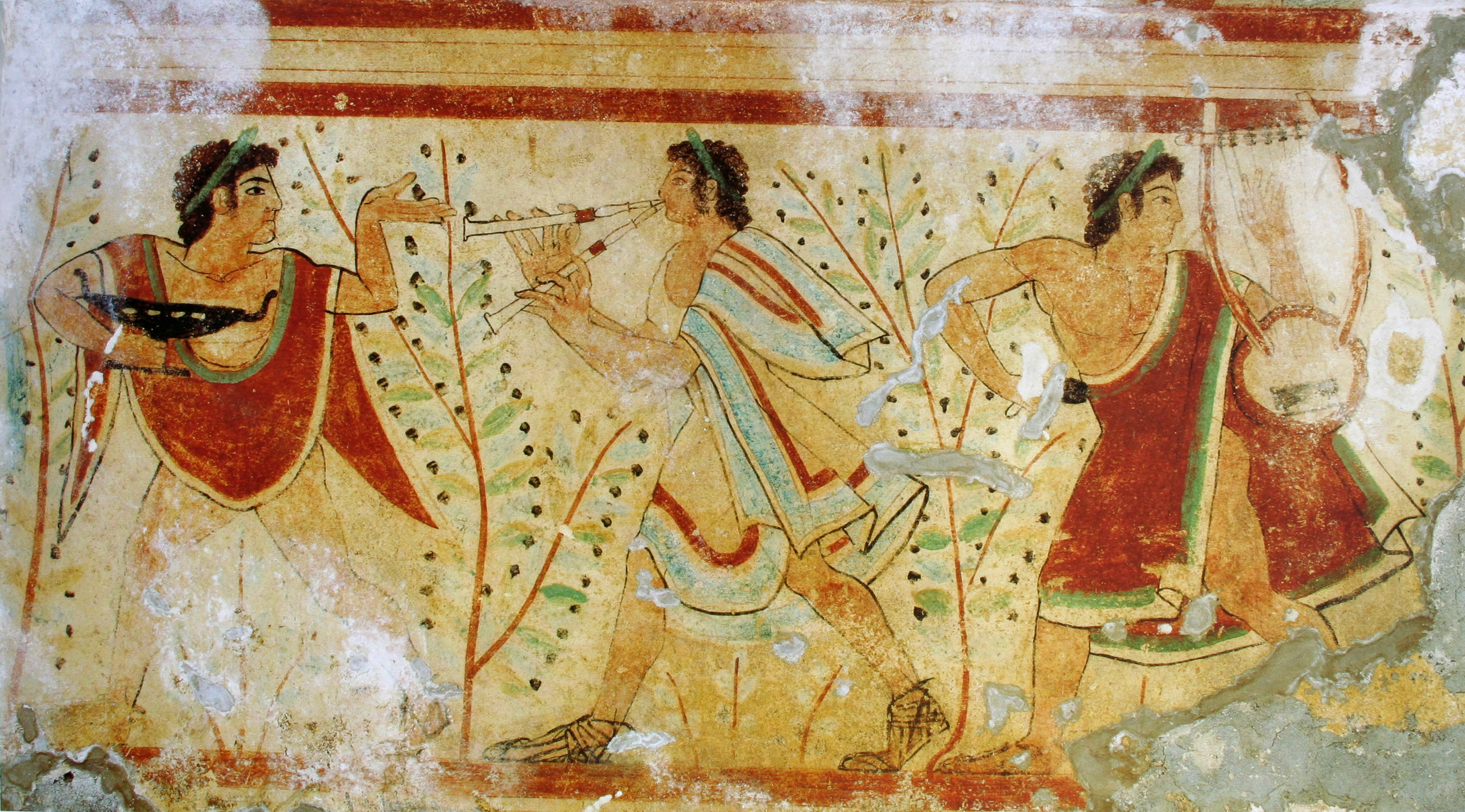
Cortejo comástico de la Tumba de los leopardos de Tarquinia.

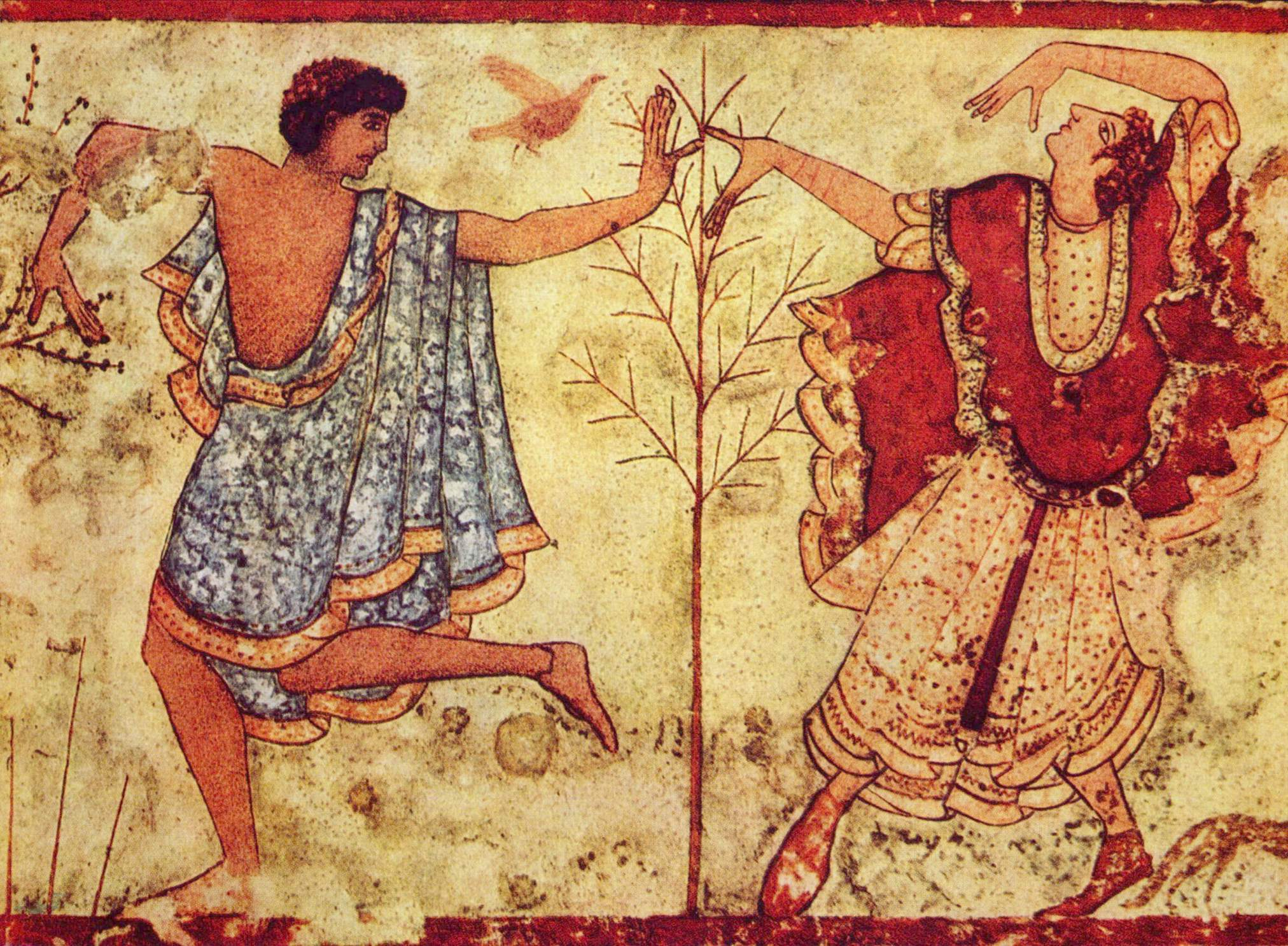
Escena de danza en la necrópolis de Tarquinia.